# Instinción (kommunhuvudort)
Instinción är en kommunhuvudort i Spanien.   Den ligger i provinsen Provincia de Almería och regionen Andalusien, i den södra delen av landet, 400 km söder om huvudstaden Madrid. Instinción ligger 429 meter över havet och antalet invånare är 522.
Terrängen runt Instinción är kuperad åt sydost, men åt nordväst är den bergig. Instinción ligger nere i en dal som går i öst-västlig riktning. Runt Instinción är det ganska glesbefolkat, med 28 invånare per kvadratkilometer. Närmaste större samhälle är Vícar, 18,0 km söder om Instinción. I omgivningarna runt Instinción växer i huvudsak buskskog.